# Raphinha
Raphael Dias Belloli, noto semplicemente come Raphinha (Porto Alegre, 14 dicembre 1996), è un calciatore brasiliano, attaccante del Barcellona e della nazionale brasiliana.

## Biografia
Nato nella favela di Restinga a Porto Alegre. Il padre è cittadino italiano, mentre la madre è brasiliana.

## Caratteristiche tecniche
Dotato di una buona tecnica, è un'ala sinistra impiegabile anche sulla fascia destra o come trequartista. Ritenuto uno dei giocatori brasiliani più forti della sua generazione, predilige rientrare dentro al campo per sfruttare il suo mancino.

## Carriera

### Club

#### Gli inizi
Cresciuto nelle giovanili dell'Avaí, nel febbraio del 2016 viene acquistato dal Vitória Guimarães, che inizialmente lo aggrega alla seconda squadra. Debutta nella serie A portoghese il 13 marzo 2016 nel match perso 1-0 contro il Paços Ferreira. Segna il suo primo goal in campionato nell'edizione 2016-2017, nel match contro il Marítimo vinto per 2-0. Nell'edizione 2017-2018 mette a segno quindici gol; tra questi due doppiette nella vittoria per 2-1 contro il Vitória Setúbal e nel pareggio per 3-3 contro il Portimonense.
Nel luglio 2018 viene acquistato dallo Sporting Lisbona.

#### Rennes
Il 2 settembre 2019 viene acquistato dal Rennes per 21 milioni di euro. Nel campionato francese segna 5 goal e 3 assist in 22 partite nella sua prima stagione; in quella seguente gioca 6 partite, condite da 1 rete e 2 passaggi vincenti, prima di trasferirsi in Regno Unito a ottobre 2020.

#### Leeds Utd
Il 6 ottobre 2020 firma un quadriennale per il Leeds Utd per 23 milioni di euro. Segna la sua prima rete in Premier League il 28 novembre dello stesso anno, decidendo il match vinto per 1-0 contro l'Everton. Nella sua prima stagione con i peacocks mette a segno 6 marcature e fornisce 9 passaggi decisivi. L'annata successiva, con 11 goal e 3 assist, è protagonista della salvezza del club, che conclude al 17º posto il campionato.

#### Barcellona
Il 13 luglio 2022 viene annunciato un principio di accordo per il suo passaggio al Barcellona per 42 milioni di euro; due giorni dopo il trasferimento viene finalizzato. Nella sua prima stagione in blaugrana conquista la supercoppa nazionale e si laurea campione di Spagna del campionato.
Il 10 aprile 2024 segna i primi due gol in UEFA Champions League nella vittoria esterna per 2-3 contro il Paris Saint-Germain nei quarti di finale d'andata, mentre nella stagione successiva sigla la sua prima tripletta nella competizione battendo per 4-1 il Bayern Monaco. Successivamente agli ottavi di finale realizza una doppietta sconfiggendo per 3-1 il Benfica.

### Nazionale
Nonostante un sondaggio da parte della FIGC per farlo giocare per l'Italia per via delle sue origini, sceglie di rappresentare il Brasile, da cui viene convocato per la prima volta nell'agosto 2021, salvo poi rifiutare la chiamata per via di problemi riguardanti il COVID-19. Il 7 ottobre 2021 esordisce in nazionale maggiore nel successo per 1-3 in casa del Venezuela. Sette giorni dopo realizza i suoi primi gol per la selezione verdeoro realizzando una doppietta nel successo per 4-1 contro l'Uruguay.
Nel 2024 viene convocato per giocare nella Copa América dove il Brasile è protagonista di una prestazione modesta, venendo eliminato ai quarti di finale; nel corso della manifestazione Raphinha segna una sola rete, nel pareggio per 1-1 contro la Colombia.

## Statistiche

### Presenze e reti nei club
Statistiche aggiornate al 16 agosto 2025.
| Stagione                 | Squadra                  | Campionato               | Campionato | Campionato | Coppe nazionali | Coppe nazionali | Coppe nazionali | Coppe continentali | Coppe continentali | Coppe continentali | Altre coppe | Altre coppe | Altre coppe | Totale | Totale |
| Stagione                 | Squadra                  | Comp                     | Pres       | Reti       | Comp            | Pres            | Reti            | Comp               | Pres               | Reti               | Comp        | Pres        | Reti        | Pres   | Reti   |
| ------------------------ | ------------------------ | ------------------------ | ---------- | ---------- | --------------- | --------------- | --------------- | ------------------ | ------------------ | ------------------ | ----------- | ----------- | ----------- | ------ | ------ |
| mar.-giu. 2016           | Vitória Guimarães        | PL                       | 1          | 0          | CP+CdL          | 0+0             | 0               |                    | -                  | -                  |             | -           | -           | 1      | 0      |
| 2016-2017                | Vitória Guimarães        | PL                       | 32         | 4          | CP+CdL          | 7+2             | 0               |                    | -                  | -                  |             | -           | -           | 41     | 4      |
| 2017-2018                | Vitória Guimarães        | PL                       | 32         | 15         | CP+CdL          | 1+3             | 1+1             | UEL                | 6                  | 0                  | SP          | 1           | 1           | 43     | 18     |
| Totale Vitoria Guimaraes | Totale Vitoria Guimaraes | Totale Vitoria Guimaraes | 65         | 19         |                 | 8+5             | 1+1             |                    | 6                  | 0                  |             | 1           | 1           | 85     | 22     |
| 2018-2019                | Sporting Lisbona         | PL                       | 24         | 4          | CP+CdL          | 4+4             | 0+2             | UEL                | 4                  | 1                  |             | -           | -           | 36     | 7      |
| 2019-2020                | Rennes                   | L1                       | 28         | 6          | CF+CdL          | 3+1             | 2+0             | UEL                | 4                  | 0                  | SF          | -           | -           | 36     | 8      |
| 2020-2021                | Leeds Utd                | PL                       | 30         | 6          | FACup+CdL       | 1+0             | 0               | -                  | -                  | -                  | -           | -           | -           | 31     | 6      |
| 2021-2022                | Leeds Utd                | PL                       | 35         | 11         | FACup+CdL       | 1+0             | 0               | -                  | -                  | -                  | -           | -           | -           | 36     | 11     |
| Totale Leeds Utd         | Totale Leeds Utd         | Totale Leeds Utd         | 65         | 17         |                 | 2+0             | 0               |                    | -                  | -                  |             | -           | -           | 67     | 17     |
| 2022-2023                | Barcellona               | PD                       | 36         | 7          | CR              | 5               | 2               | UCL                | 7                  | 1                  | SS          | 2           | 0           | 50     | 10     |
| 2023-2024                | Barcellona               | PD                       | 28         | 6          | CR              | 1               | 1               | UCL                | 7                  | 3                  | SS          | 1           | 0           | 37     | 10     |
| 2024-2025                | Barcellona               | PD                       | 36         | 18         | CR              | 5               | 1               | UCL                | 14                 | 13                 | SS          | 2           | 2           | 57     | 34     |
| 2025-2026                | Barcellona               | PD                       | 1          | 1          | CR              | 0               | 0               | UCL                | 0                  | 0                  | SS          | 0           | 0           | 1      | 1      |
| Totale Barcelona         | Totale Barcelona         | Totale Barcelona         | 101        | 32         |                 | 11              | 4               |                    | 28                 | 17                 |             | 5           | 2           | 145    | 55     |
| Totale carriera          | Totale carriera          | Totale carriera          | 283        | 78         |                 | 38              | 10              |                    | 42                 | 18                 |             | 7           | 3           | 365    | 109    |

### Cronologia presenze e reti in nazionale
| Cronologia completa delle presenze e delle reti in nazionale ― Brasile | Cronologia completa delle presenze e delle reti in nazionale ― Brasile | Cronologia completa delle presenze e delle reti in nazionale ― Brasile | Cronologia completa delle presenze e delle reti in nazionale ― Brasile | Cronologia completa delle presenze e delle reti in nazionale ― Brasile | Cronologia completa delle presenze e delle reti in nazionale ― Brasile | Cronologia completa delle presenze e delle reti in nazionale ― Brasile | Cronologia completa delle presenze e delle reti in nazionale ― Brasile |
| Data                                                                   | Città                                                                  | In casa                                                                | Risultato                                                              | Ospiti                                                                 | Competizione                                                           | Reti                                                                   | Note                                                                   |
| ---------------------------------------------------------------------- | ---------------------------------------------------------------------- | ---------------------------------------------------------------------- | ---------------------------------------------------------------------- | ---------------------------------------------------------------------- | ---------------------------------------------------------------------- | ---------------------------------------------------------------------- | ---------------------------------------------------------------------- |
| 7-10-2021                                                              | Caracas                                                                | Venezuela                                                              | 1 – 4                                                                  | Brasile                                                                | Qual. Mondiali 2022                                                    | -                                                                      | 60’                                                                    |
| 10-10-2021                                                             | Barranquilla                                                           | Colombia                                                               | 1 – 1                                                                  | Brasile                                                                | Qual. Mondiali 2022                                                    | -                                                                      | 67’                                                                    |
| 14-10-2021                                                             | Manaus                                                                 | Brasile                                                                | 4 – 1                                                                  | Uruguay                                                                | Qual. Mondiali 2022                                                    | 2                                                                      | 70’                                                                    |
| 11-11-2021                                                             | San Paolo                                                              | Brasile                                                                | 1 – 0                                                                  | Colombia                                                               | Qual. Mondiali 2022                                                    | -                                                                      | 78’                                                                    |
| 16-11-2021                                                             | San Juan                                                               | Argentina                                                              | 0 – 0                                                                  | Brasile                                                                | Qual. Mondiali 2022                                                    | -                                                                      | 46’                                                                    |
| 27-1-2022                                                              | Quito                                                                  | Ecuador                                                                | 1 – 1                                                                  | Brasile                                                                | Qual. Mondiali 2022                                                    | -                                                                      | 42’ 63’                                                                |
| 1-2-2022                                                               | Belo Horizonte                                                         | Brasile                                                                | 4 – 0                                                                  | Paraguay                                                               | Qual. Mondiali 2022                                                    | 1                                                                      | 82’                                                                    |
| 2-6-2022                                                               | Seul                                                                   | Corea del Sud                                                          | 1 – 5                                                                  | Brasile                                                                | Amichevole                                                             | -                                                                      | 78’                                                                    |
| 6-6-2022                                                               | Tokyo                                                                  | Giappone                                                               | 0 – 1                                                                  | Brasile                                                                | Amichevole                                                             | -                                                                      | 35’ 63’                                                                |
| 23-9-2022                                                              | Le Havre                                                               | Brasile                                                                | 3 – 0                                                                  | Ghana                                                                  | Amichevole                                                             | -                                                                      | 80’                                                                    |
| 27-9-2022                                                              | Parigi                                                                 | Brasile                                                                | 5 – 1                                                                  | Tunisia                                                                | Amichevole                                                             | 2                                                                      | 65’                                                                    |
| 24-11-2022                                                             | Lusail                                                                 | Brasile                                                                | 2 – 0                                                                  | Serbia                                                                 | Mondiali 2022 - 1º turno                                               | -                                                                      | 87’                                                                    |
| 28-11-2022                                                             | Doha                                                                   | Brasile                                                                | 1 – 0                                                                  | Svizzera                                                               | Mondiali 2022 - 1º turno                                               | -                                                                      | 73’                                                                    |
| 2-12-2022                                                              | Lusail                                                                 | Camerun                                                                | 1 – 0                                                                  | Brasile                                                                | Mondiali 2022 - 1º turno                                               | -                                                                      | 79’                                                                    |
| 5-12-2022                                                              | Doha                                                                   | Brasile                                                                | 4 – 1                                                                  | Corea del Sud                                                          | Mondiali 2022 - Ottavi di finale                                       | -                                                                      |                                                                        |
| 9-12-2022                                                              | Al Rayyan                                                              | Croazia                                                                | 1 – 1 dts (4 – 2 dtr)                                                  | Brasile                                                                | Mondiali 2022 - Quarti di finale                                       | -                                                                      | 56’                                                                    |
| 8-9-2023                                                               | Belém                                                                  | Brasile                                                                | 5 – 1                                                                  | Bolivia                                                                | Qual. Mondiali 2026                                                    | 1                                                                      |                                                                        |
| 12-9-2023                                                              | Lima                                                                   | Perù                                                                   | 0 – 1                                                                  | Brasile                                                                | Qual. Mondiali 2026                                                    | -                                                                      | 42’ 85’                                                                |
| 16-11-2023                                                             | Barranquilla                                                           | Colombia                                                               | 2 – 1                                                                  | Brasile                                                                | Qual. Mondiali 2026                                                    | -                                                                      | 82’                                                                    |
| 21-11-2023                                                             | Rio de Janeiro                                                         | Brasile                                                                | 0 – 1                                                                  | Argentina                                                              | Qual. Mondiali 2026                                                    | -                                                                      | 14’ 72’                                                                |
| 23-3-2024                                                              | Londra                                                                 | Inghilterra                                                            | 0 – 1                                                                  | Brasile                                                                | Amichevole                                                             | -                                                                      | 78’                                                                    |
| 26-3-2024                                                              | Madrid                                                                 | Spagna                                                                 | 3 – 3                                                                  | Brasile                                                                | Amichevole                                                             | -                                                                      | 46’                                                                    |
| 12-6-2024                                                              | Orlando                                                                | Stati Uniti                                                            | 1 – 1                                                                  | Brasile                                                                | Amichevole                                                             | -                                                                      | 65’                                                                    |
| 24-6-2024                                                              | Inglewood                                                              | Brasile                                                                | 0 – 0                                                                  | Costa Rica                                                             | Coppa America 2024 - 1º turno                                          | -                                                                      | 70’                                                                    |
| 28-6-2024                                                              | Paradise                                                               | Paraguay                                                               | 1 – 4                                                                  | Brasile                                                                | Coppa America 2024 - 1º turno                                          | -                                                                      | 72’                                                                    |
| 2-7-2024                                                               | Santa Clara                                                            | Brasile                                                                | 1 – 1                                                                  | Colombia                                                               | Coppa America 2024 - 1º turno                                          | 1                                                                      |                                                                        |
| 6-7-2024                                                               | Paradise                                                               | Uruguay                                                                | 0 – 0 (4 – 2 dtr)                                                      | Brasile                                                                | Coppa America 2024 - Quarti di finale                                  | -                                                                      | 82’                                                                    |
| 10-10-2024                                                             | Santiago del Cile                                                      | Cile                                                                   | 1 – 2                                                                  | Brasile                                                                | Qual. Mondiali 2026                                                    | -                                                                      |                                                                        |
| 15-10-2024                                                             | Brasília                                                               | Brasile                                                                | 4 – 0                                                                  | Perù                                                                   | Qual. Mondiali 2026                                                    | 2                                                                      | 78’                                                                    |
| 14-11-2024                                                             | Maturín                                                                | Venezuela                                                              | 1 – 1                                                                  | Brasile                                                                | Qual. Mondiali 2026                                                    | 1                                                                      |                                                                        |
| 19-11-2024                                                             | Salvador                                                               | Brasile                                                                | 1 – 1                                                                  | Uruguay                                                                | Qual. Mondiali 2026                                                    | -                                                                      | 69’                                                                    |
| 20-3-2025                                                              | Brasilia                                                               | Brasile                                                                | 2 – 1                                                                  | Colombia                                                               | Qual. Mondiali 2026                                                    | 1                                                                      |                                                                        |
| 25-3-2025                                                              | Buenos Aires                                                           | Argentina                                                              | 4 – 1                                                                  | Brasile                                                                | Qual. Mondiali 2026                                                    | -                                                                      | 40’                                                                    |
| 10-6-2025                                                              | San Paolo                                                              | Brasile                                                                | 1 – 0                                                                  | Paraguay                                                               | Qual. Mondiali 2026                                                    | -                                                                      |                                                                        |
| Totale                                                                 |                                                                        | Presenze                                                               | 34                                                                     |                                                                        | Reti                                                                   | 11                                                                     |                                                                        |

## Palmarès

### Club
- Coppa di Lega portoghese: 1

Sporting CP: 2018-2019
- Coppa del Portogallo: 1

Sporting CP: 2018-2019
- Supercoppa di Spagna: 2

Barcellona: 2023, 2025
- Campionato spagnolo: 2

Barcellona: 2022-2023, 2024-2025
- Coppa di Spagna: 1

Barcellona: 2024-2025

### Individuale
- Squadre ideale della Copa América: 1

Stati Uniti 2024
- Miglior marcatore della Supercoppa di Spagna: 1

2025 (2 gol)
- Capocannoniere della UEFA Champions League: 1

2024-2025 (13 gol, a pari merito con Serhou Guirassy)
- Squadra della stagione della UEFA Champions League: 1

2024-2025
- Calciatore dell'anno della Liga spagnola: 1

2024-2025